# Der Kapitän (Film)
Der Kapitän ist ein deutscher Spielfilm von Kurt Hoffmann aus dem Jahr 1971 nach dem Roman Käpt’n Ebbs, Seebär und Salonlöwe (Originaltitel: The Captain’s Table) von Richard Gordon aus dem Jahr 1955. Der Roman war unter diesem Titel bereits 1959 in Großbritannien mit John Gregson in der Hauptrolle verfilmt worden. In dieser Version ist Heinz Rühmann in der Titelrolle besetzt. Johanna Matz, Horst Tappert, Ernst Stankovski und Horst Janson sind neben Monika Lundi, Hans Korte, Joseph Offenbach und Günter Pfitzmann in tragenden Rollen zu sehen.
Das seinerzeitige Filmplakat titelte: „Hier macht Kino helle Freude!“

## Handlung
Kapitän Wilhelm Ebbs ist ein älterer, erfahrener Seemann, der jedoch ausschließlich auf Frachtern gefahren ist. Während sein derzeitiger alter Kahn, die Martin Luther, zur Überholung in die Werft muss, gibt ihm die Reederei das Kommando auf dem eleganten Kreuzfahrtschiff Julia, um einen erkrankten Kollegen zu vertreten. Der raue Ebbs findet nur mühsam in seine neue Tätigkeit hinein und tritt anfangs von einem gesellschaftlichen Fettnäpfchen ins andere. Außerdem ist auch noch der Reederei-Anteilseigner Konsul Carstens mit an Bord, um Ebbs auf den Zahn zu fühlen. Auch wenn seine nautische Schiffsführung ausgezeichnet ist und unangefochten bleibt, steht Ebbs in zwischenmenschlicher Hinsicht gewaltig unter Druck. Es kommt zu zahlreichen, teils prekären, teils amüsanten Situationen mit schwierigen Passagieren, aber auch mit renitenten Besatzungsmitgliedern, von denen einige ihm das Kommando missgönnen. Sein Können und seine Prinzipien werden auf wiederholt auf eine harte Probe gestellt: So muss er einer liebestollen Schönheit widerstehen, die es auf ihn abgesehen hat, die ständigen Provokationen von Konsul Carstens abwettern und seinen überheblichen 1. Offizier unter Kontrolle bringen. Auch das strikte Alkoholverbot, das er der Mannschaft auferlegt hat, wird durch seinen leutseligen Chefingenieur unterminiert, wobei der Kapitän selbst nicht unbeteiligt bleibt. Neben dem 2. Offizier und der Passagierin Claudia Lund steht nur sein Steward uneingeschränkt zu ihm; sie können die eine oder andere Situation entschärfen. Doch mit der Zeit meistert Kapitän Ebbs seine Aufgabe und widersteht sogar einem Komplott, welches ihm der Zahlmeister mit Hilfe gefälschter Abrechnungen unterschieben will.

## Produktion

### Produktionsnotizen
Der Film wurde vom 2. August bis zum 9. September 1971 gedreht. Als Studio diente das Bavaria-Atelier in München-Geiselgasteig. Die Außenaufnahmen entstanden in Kiel und im Mittelmeer auf dem Schiff Mermoz.

### Veröffentlichung
Die Uraufführung des Films fand am 28. Oktober 1971 in mehreren Städten in der Bundesrepublik Deutschland statt. In der Deutschen Demokratischen Republik wurde der Film am 10. März 1972 erstmals veröffentlicht, am 18. Dezember 1978 hatte er dort Fernsehpremiere. Veröffentlicht wurde der Film zudem in Polen. Der internationale Titel des Films lautet: The Captain.
Die Pidax Film Media Ltd. gab den Film am 3. Februar 2012 innerhalb ihrer Reihe „Pidax Film-Klassiker“ auf DVD heraus mit einem zusätzlichen Booklet. Am 27. Februar 2015 gab Alive den Film innerhalb der Reihe „Juwelen der Filmgeschichte“ ebenfalls auf DVD heraus.

## Rezeption

### Kritik
- Lexikon des Internationalen Films: „Das gute Schauspielerteam verkauft sich in diesem aufwendigen, horrend albernen Klamauk weit unter Preis.“

- Adolf Heinzlmeier und Berndt Schulz in Lexikon Filme im Fernsehen: „Rühmann als Kapitän eines frühen ‚Traumschiffs‘ mit allen Jahrhundertproblemen des Genres; einfallslos.“ (Wertung: 1½ von 4 möglichen Sternen = mäßig)[5]

- Heyne Filmlexikon (1996): „Zu spät kommt jede Rettung für den Film, der in einem Meer von dümmlichen niveaulosen Gags versinkt.“

Cinema konnte dem Film nicht viel abgewinnen und sprach von einem „seichten Lustspiel“, bei dem die Story „seicht dahinplätscher[e]“ und James Last mit seiner Band für „die Weichspülung“ sorge. Fazit: „Ohne Rühmann würden wir seh-krank.“
Der Journalist Falk Schwarz meinte, es falle schwer, sich „diesem vorletzten Film Kurt Hoffmanns zu nähern, ohne moros zu werden“. Schwarz sprach von einem „selbstgewählten Abstieg eines Meisters der filmischen Unterhaltung“, den das Glück verlassen zu haben scheine – „in der Stoffwahl, in der Ausführung, in allem“. Der Film biete „Klamauk, eine unglaublich platte Story“, es lohne nicht, die Geschichte im Einzelnen aufzuzählen. Schwarz endete mit den Worten: „Dieser Hoffmann-Film lässt sich mit dem beherzten Aufschrei quittieren: ‚Niemals in diesem Leben eine Kreuzfahrt!‘ Ob eine solche Reaktion beabsichtigt war?“

### Auszeichnungen
- Der Film wurde aufgrund seines Erfolges an der Kinokasse 1973 mit einer Goldenen Leinwand ausgezeichnet. Er hatte etwa drei Millionen Zuschauer.[8]
- Beim Internationalen Filmfestival von Cartagena 1973 erhielt der Film einen Silbernen Leuchtturm.

### Buchvorlage
Der Film hält sich weitgehend an das Buch. Im Roman, der bereits in den 1950er-Jahren veröffentlicht wurde, ist das Schiff – die Charlemagne – allerdings ein Australien-Liner. Die Handlung erstreckt sich dementsprechend über einen Zeitraum von drei Wochen auf der Route Southampton-Suezkanal-Aden-Freemantle-Sydney. Der Kapitän behielt seinen Namen. Die anderen Personen, die im Buch Briten oder Australier sind, wurden für den deutschen Film umbenannt und erhielten andere Nationalitäten. Die blinde Passagierin kommt im Buch nicht vor. Hier kommt es zum Konflikt mit dem Zahlmeister, weil dieser mit den Getränken betrügt. Anders als im Film wird im Buch am Ende deutlich, dass Mrs Judd (= Dr. Lund) von Anbeginn der Reise an ein Auge auf den Kapitän geworfen hat. Der Roman endet in Fremantle, sodass der Kapitän und seine „Eroberung“ noch einige Tage bis zum Erreichen des Zielhafens Sydney gemeinsam an Bord bleiben.